# Koudriavy
Le Koudriavy, en japonais Myoro-dake ou Moyoro-dake, est un volcan de Russie situé dans les îles Kouriles, à l'extrémité septentrionale de l'île d'Itouroup. Il fait partie du complexe volcanique du Medvezhya composé de plusieurs caldeiras et cônes volcaniques.

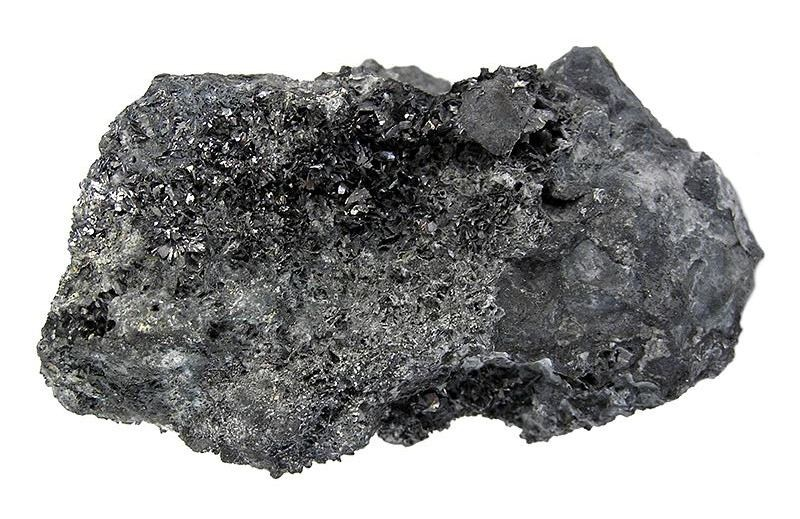
Échantillon de cannizzarite du Koudriavy.

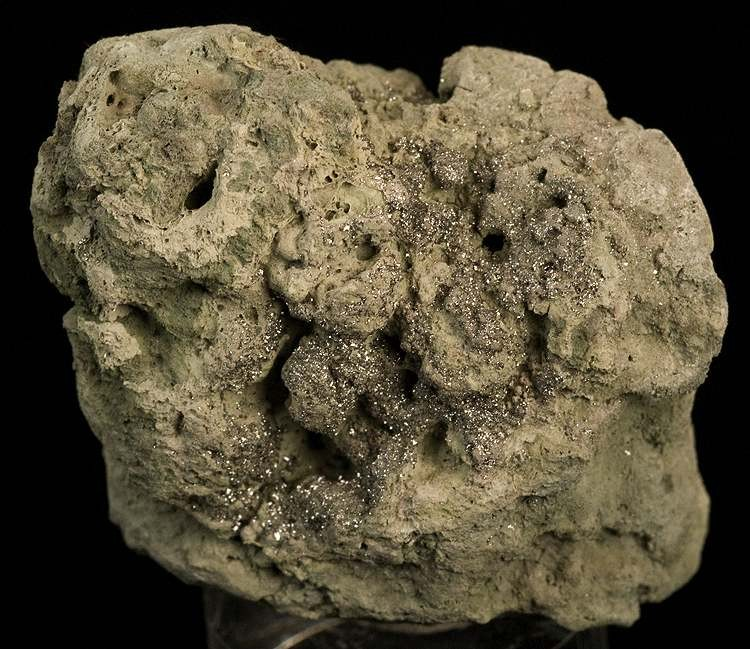
Échantillon de rheniite du Koudriavy.